# رابرت اس. وودورث
رابرت وودورث (به انگلیسی: Robert Sessions Woodworth) ‏(۱۸۹۶–۱۹۲۶) روان‌شناس آمریکایی که بیش از ۷۰ سال در علم روان‌شناسی تحقیق و بررسی نمود.
از همکاران جیمز در هاروارد و کتل در کلمبیا بود. آثار شاخص وی عبارت‌اند از: روان‌شناسی، مکاتب معاصر روان‌شناسی و پویایی‌شناسی رفتار.